# Cyrtopogon dasyllis
Cyrtopogon dasyllis är en tvåvingeart som beskrevs av Samuel Wendell Williston  1893. Cyrtopogon dasyllis ingår i släktet Cyrtopogon och familjen rovflugor. Inga underarter finns listade i Catalogue of Life.